# Larry Bond
Larry Bond (1952) is een Amerikaans schrijver van techno-thrillers en ontwikkelaar van oorlogsspellen.

## Biografie
Bond is in 1973 afgestudeerd aan de Universiteit van St. Thomas Minnesota.
Na zijn afstuderen werkte hij eerst twee jaar als een computerprogrammeur voordat hij toegelaten werd tot de Officer Candidate School in Newport, Rhode Island. Hij werd beëdigd in de marine in 1975 en studeerde in 1976 af aan OCS.

## Auteur
Bonds carrière als schrijver begon met Operatie Rode Storm (Red Storm Rising) dat hij samen met Tom Clancy schreef en een van de best verkochte boeken van de jaren 1980 in de Verenigde Staten werd.
In het boek werd een hypothetische conflict tussen de NAVO en het Warschau Pact geschetst dat sterk was geënt op de destijds bestaande analyse van hoe een dergelijk conflict zou kunnen verlopen. Het is gebruikt als een tekst op het Naval War College en vergelijkbare instellingen.

## Computerspelontwerper
In 1980 verscheen Harpoon. Een computerspel ontworpen als een general-purpose lucht, het oppervlaktewater, en onderzeese marine simulatie. Het combineert speelbaarheid met een schat aan informatie over moderne maritieme wapensystemen. Het programma sloeg aan op zowel de commerciële markt als de professionele marinegemeenschap. Het wordt o.a. gebruikt bij de Naval Academy, op verschillende oppervlakte schepen en als hulpmiddel bij de opleiding van marinepersoneel.